# Rudra brescoviti
Rudra brescoviti là một loài nhện trong họ Salticidae.
Loài này thuộc chi Rudra. Rudra brescoviti được Braul & Lise miêu tả năm 1999.